# پولکی‌خزندگان
پولکی‌خزندگان (نام علمی: Pholidosauridae) یک تیره منقرض‌شده و گوشت‌خوار از خزندگان تمساح‌مانند است که خویشاوندی دوری با تمساح‌سانان امروزی داشتند. پولکی‌خزندگان از میانه دوره ژوراسیک تا تقریباً اواخر دوره کرتاسه می‌زیستند و سنگواره‌های آن‌ها تا کنون در آمریکای شمالی، آمریکای جنوبی، آفریقا و اروپا کشف شده‌اند. برخی از این جانوران در کنار رودخانه‌ها زندگی می‌کردند در حالی که برخی دیگر دریازی بودند. بزرگ‌ترین و معروف‌ترین سرده این خانواده سارکوسوکوس نام دارد که حدود ۹ متر طول و ۳٫۵ تن وزن داشته است.